# Palma Calderoni
Palma Calderoni (Lugo, 5 marzo 1946 – Lugo, 17 luglio 2019) è stata una cantante italiana specializzata in un repertorio di ballo liscio e musica leggera. Ha avuto un periodo di breve notorietà negli anni sessanta, come cantante dell'orchestra Secondo Casadei, nella quale è rimasta fino al 1972.

## Biografia
Ha iniziato a cantare a dodici anni ed ha fatto parte di diverse orchestre della Romagna.
Nel 1968 partecipa al Festival di Castrocaro ed in seguito ha partecipato ad Un disco per l'estate ed alla Mostra Internazionale di Musica Leggera di  Venezia.
Come solista, è ricordata anche per aver inciso per la Victory il brano del 1967 Questo amore, con testo di Alberto Salerno e musica dei fratelli Franco e Mino Reitano e per la cover del 1968 del brano della country-singer Tammy Wynette Stand By Your Man, restituito nella versione in lingua italiana con il titolo Io voglio te e con testo di Mogol e Claudio Daiano.

## Discografia parziale

### 33 giri
- 1970: La bandiera romagnola (Fonit Cetra, LPP 149; con l'Orchestra Spettacolo Casadei)
- 1971: Romagna addio (Fonit Cetra, LPP 177; con l'Orchestra Spettacolo Casadei)
- 1971: Raoul e la Romagna ricordano Secondo Casadei (Fonit Cetra, LPP 181; con l'Orchestra Spettacolo Casadei)

### 45 giri
- 1968: Questo amore/Io voglio te (Victory, VY 017)
- 1970: Malinconico settembre/Verde speranza (Fonit Cetra, SP 1434; con l'Orchestra Spettacolo Casadei)
- 1970: Io cerco la morosa/Rosalia (Fonit Cetra, SP 1435; con l'Orchestra Spettacolo Casadei)
- 1970: La droga/Il valzer degli sposati (Fonit Cetra, SP 1436; con l'Orchestra Spettacolo Casadei)
- 1970: Salute a tutti/Mascotte (Fonit Cetra, SP 1438; con l'Orchestra Spettacolo Casadei)
- 1972: La mia gente/1906 (Fonit Cetra, SP 1476; con l'Orchestra Spettacolo Casadei)
- 1972: Romagna mia/Prillo (Fonit Cetra, SP 1479; con l'Orchestra Spettacolo Casadei)
- 1972: Il passatore/Riviera romagnola (Fonit Cetra, SP 1488; con l'Orchestra Spettacolo Casadei)